# Linia dnieprowska
Linia dnieprowska – system przygranicznych umocnień, zbudowany w latach 1768–1774 przez Imperium Rosyjskie w celu obrony południowej granicy państwa przed atakami Turków i Tatarów.

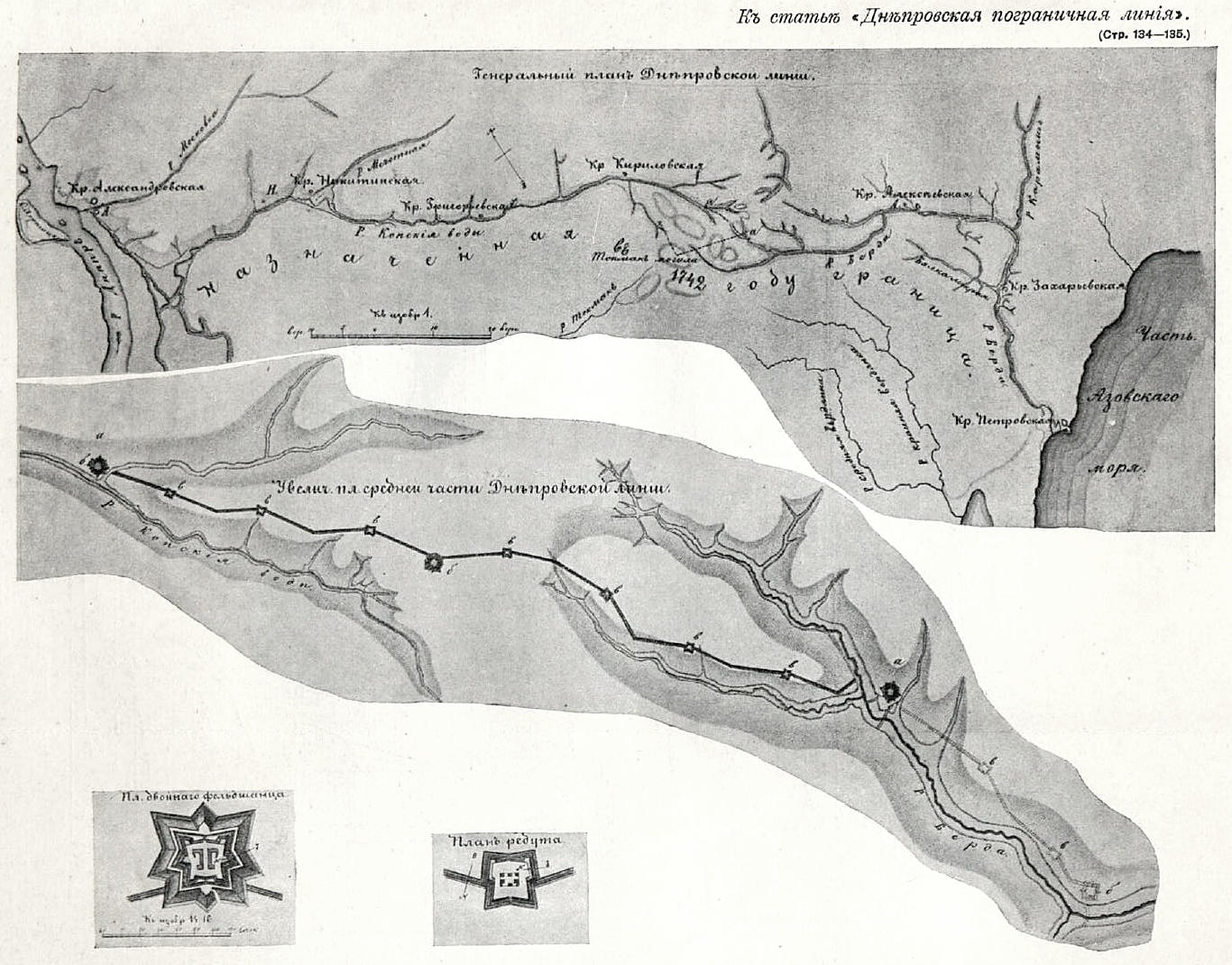
Linia dnieprowska

Tworzenie linii dnieprowskiej rozpoczęło się wskutek przemieszczenia granic Rosji na południe, i w związku z tym wskutek utraty na znaczeniu linii ukraińskiej. Na początku 1770 pod kierownictwem generała-porucznika M. Dedeniowa stworzono plan budowy linii dnieprowskiej o długości około 200 km – od Dniepru prawym brzegiem Konki i lewym Berdy do Morza Azowskiego. Nad Dnieprem i nad Berdą przy ujściu do morza zaplanowano budowę 2 fortec średniej wielkości, na prawym brzegu Konki i lewym brzegu Berdy po 2 małe fortece, na dziale wód pomiędzy wymienionymi rzekami – wał ziemny z fosą, 3 fortece i pomiędzy nimi 7 redut. Planowano również podnieść za pomocą tam poziom wody obydwu rzek, aby stworzyć dodatkowe przeszkody wodne. Linia miała być broniona przez 1014 armat i 306 moździerzy. Budowa linii miała być ukończona w ciągu 6 lat, a nakłady na budowę miały wynieść 1 178 549 rubli. Fortece linii dnieprowskiej to: Ołeksandriwska, Mykytyńska, Hryhoriwśka, Kyryliwśka, Ołeksijiwśka, Zachariwśka, Petriwśka.
Budowa linii dnieprowskiej rozpoczęła się od budowy fortec flankowych – Ołeksandriwskiej nad Dnieprem, i Petriwśkiej – nad Berdą. Szczególną uwagę poświęcono fortecy Ołeksandriwskiej, która znajdowała się przy głównym trakcie prowadzącym z Krymu na Lewobrzeże i Ukrainę Słobodzką. W tej właśnie fortecy umieszczono dowództwo całej linii dnieprowskiej.
Wskutek braku siły roboczej i materiałów budowlanych nie udało się ukończyć linii nawet do czasu przyłączenia Krymu do Rosji. Zamiast wału o długości prawie 40 km i trzech silnych fortec pomiędzy Konką a Berdą udało się zbudować tylko środkową – Kyryliwśką. Nieukończone fortece: nad Konką – Mykytyńska i Hryhoriwśka, i nad Berdą – Ołeksijiwśka i Zachariwśka, zostały zamienione na umocnione osiedla, w których stacjonowały załogi wojskowe złożone z drobnej szlachty i skazańców, pracujących wcześniej przy budowie linii.
Budowa linii dnieprowskiej spowodowała, że ziemie Wojska Zaporoskiego na lewym brzegu Dniepru znalazły się pomiędzy dwoma rosyjskimi liniami obronnymi, i zostały praktycznie odcięte od reszty ziem ukraińskich.
Po przyłączeniu Chanatu Krymskiego do Rosji w 1783 linia utraciła swoje znaczenie strategiczne.